# Consorci Sanitari Integral
El Consorci Sanitari Integral (CSI) és un ens públic de serveis sanitaris i socials que neix l'any 2000 assumint els antics hospitals de la Creu Roja en la província de Barcelona. Actualment, el CSI està participat pel Servei Català de la Salut, l'Institut Català de la Salut, l'Ajuntament de l'Hospitalet de Llobregat, l'Ajuntament de Sant Joan Despí, el Consell Comarcal del Baix Llobregat i la Creu Roja. En 2016 en fou nomenat director general Carles Constante i Beitia.
Des de la seva creació, el Consorci Sanitari Integral ha experimentat un creixement progressiu com a resposta a les demandes de la seva població de referència i avui en dia compte al voltant de més de 3.500 professionals repartits en centres de treball especialitzats en atenció primària, hospitalària i sociosanitaria i complementats amb centres administratius de suport.
Barcelona, Hospitalet de Llobregat i Sant Joan Despí són les seus dels centres que gestiona el CSI i que actualment són: Hospital General de l'Hospitalet, Hospital Dos de Maig, Hospital Sociosanitari de l'Hospitalet, Hospital de San Joan Despí Moisès Broggi, CAP Sagrada Família, CAP Collblanc, CAP La Torrassa, Residència Collblanc Companys Socials, Residència Francisco Padilla, Centre de Rehabilitació l'Hospitalet, Centre de Rehabilitació Fontsanta, SEVAD i Grau de Disminució, el CAE la Torrassa, el CAE Cornella, el CAE Sant Feliu, Servei d'Atenció Domiciliària i el Centre de Serveis Compartits.

## Història

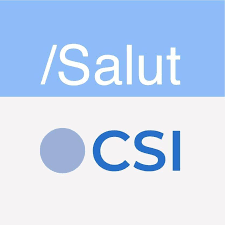
Logo del Consorci Sanitari Integral, que depèn del Departament de Salut

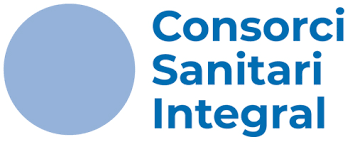
Logo del Consorci Sanitari Integral (CSI)

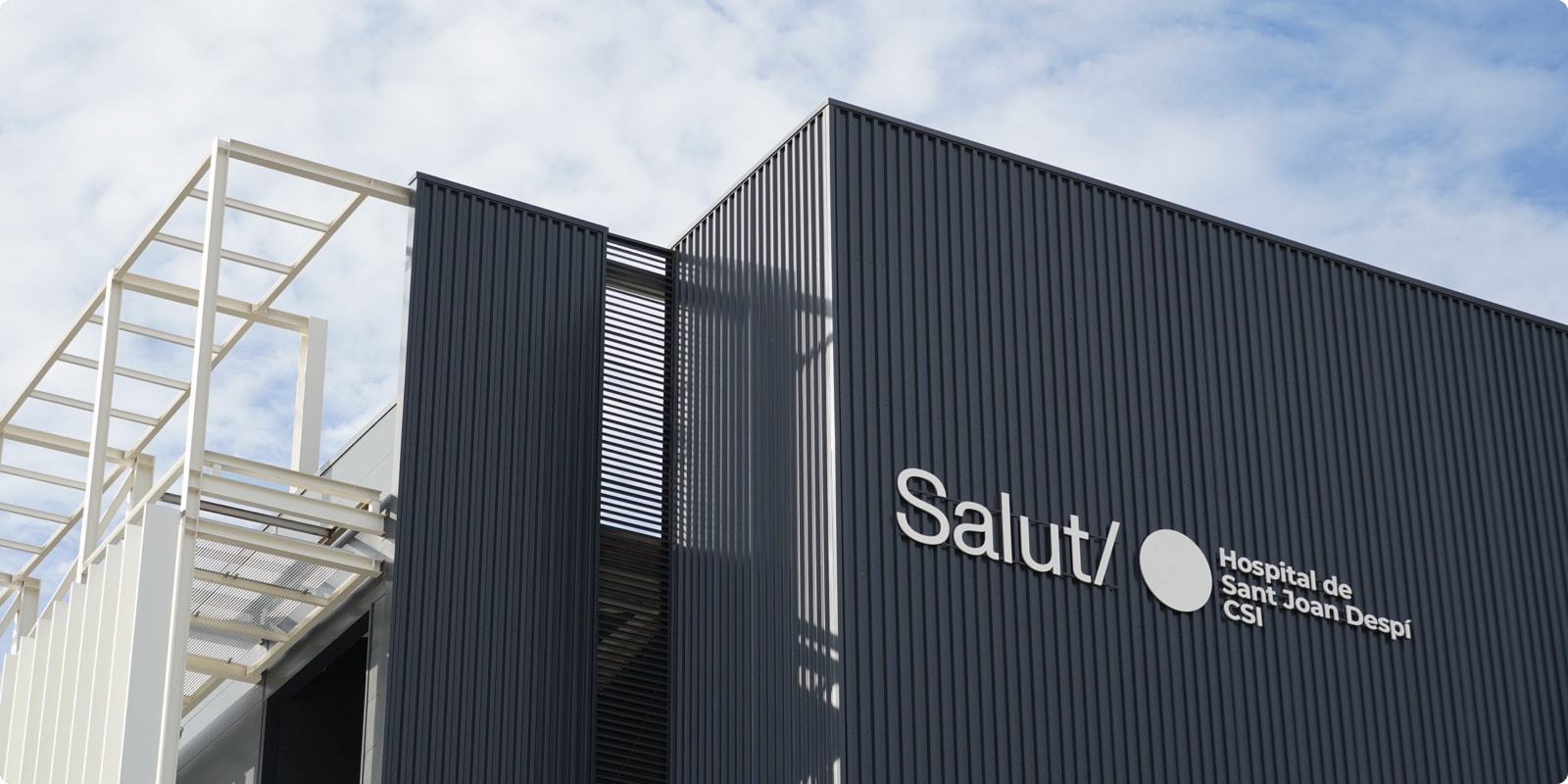
Hospital de Sant Joan Despí Moisès Broggi

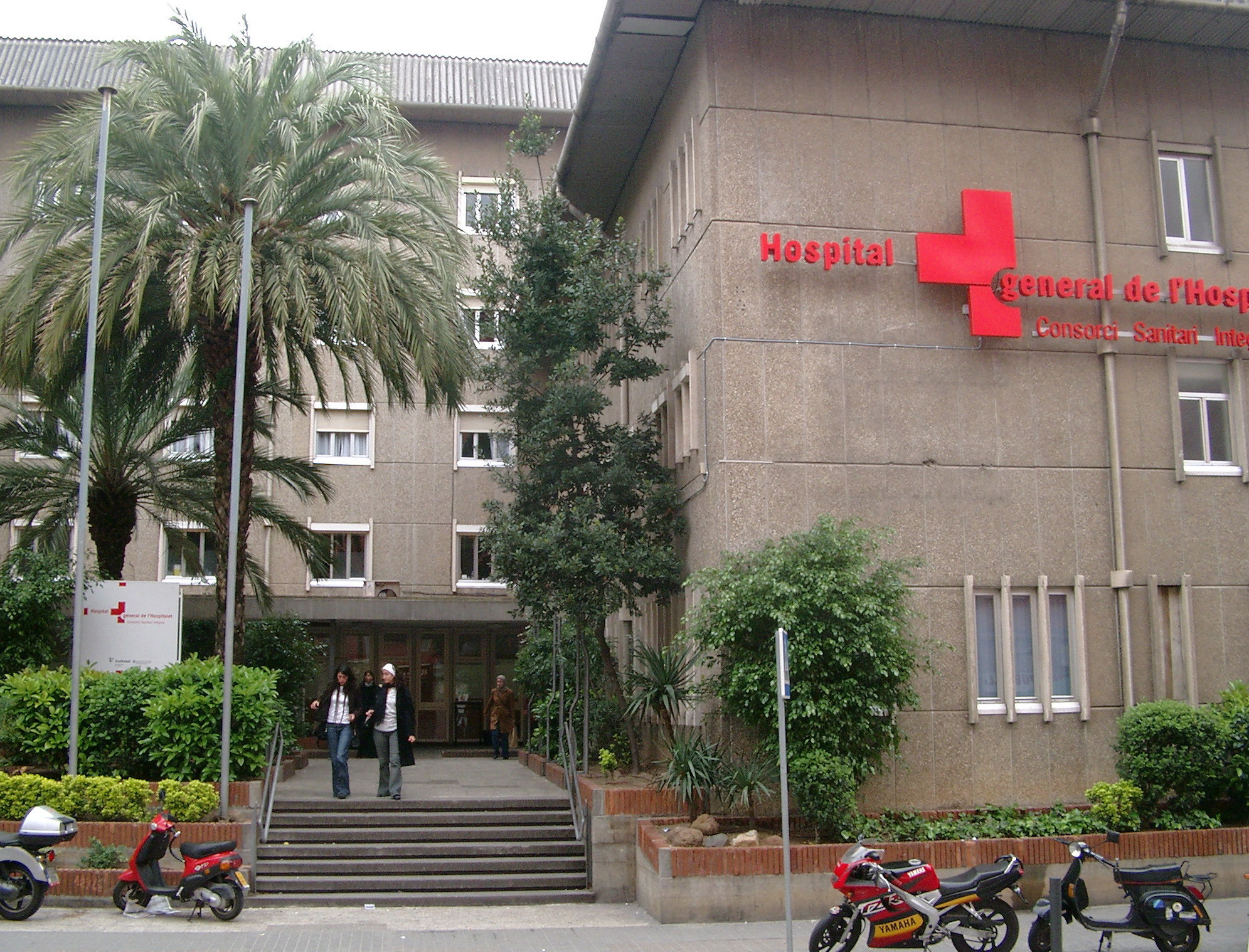
Hospital general de l'Hospitalet

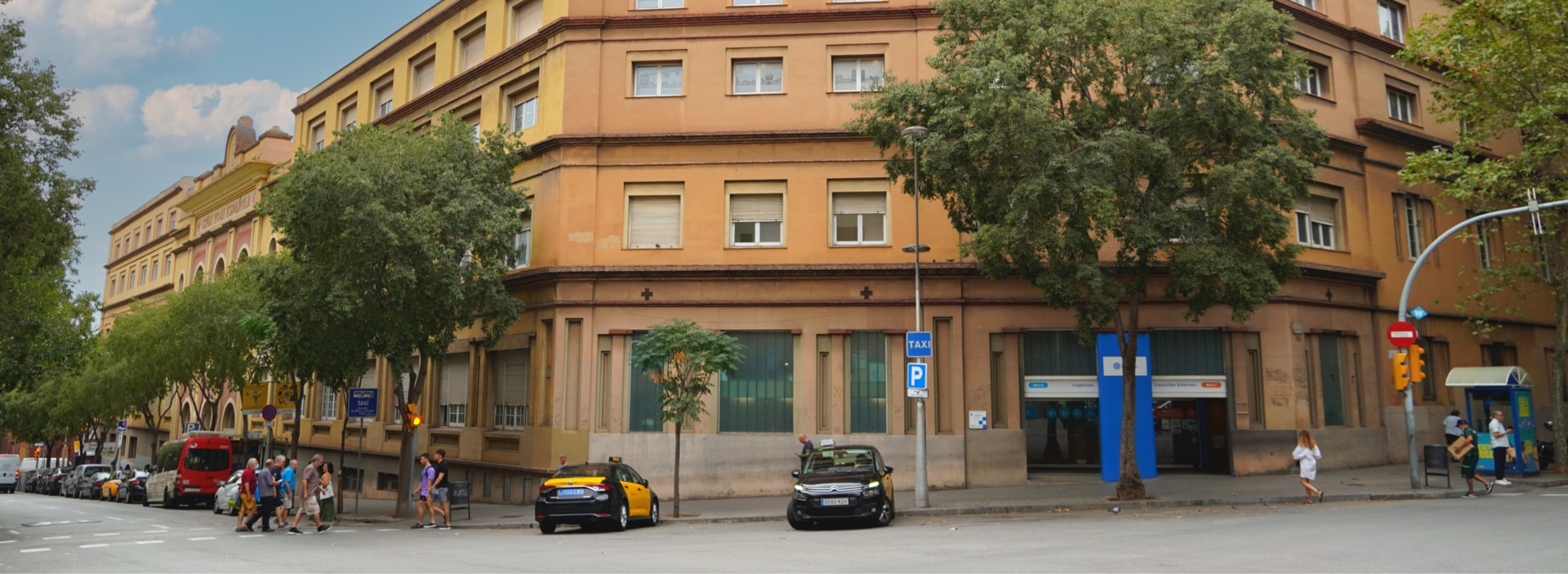
Hopsital Dos de Maig a Barcelona

Els orígens del Consorci Sanitari Integral cal ubicar-los a la tasca social i humanitària de la Creu Roja que l'any 1924 va crear l'Hospital Dos de Maig, inicialment Hospital de la Creu Roja de Barcelona, i l'any 1971, l'Hospital General de l'Hospitalet, abans Hospital de la Creu Roja de l'Hospitalet.
El 1991 l'Hospital General de l'Hospitalet va iniciar un model de gestió conjunta amb el Departament de Sanitat i Seguretat Social. Fruit d'això, va ser la constitució, el mes de novembre del Consorci per a la gestió de l'Hospital de la Creu Roja de l'Hospitalet de Llobregat, que va representar la integració completa de l'Hospital General de l'Hospitalet a la Xarxa Assistencial del Servei Català de la Salut (SCS). L'any 2010 el Consorci Sanitari Integral obre l'Hospital de Sant Joan Despí Moisès Broggi coincidint amb el seu desè aniversari. En juliol de 2011 el Departament de Salut va cessar la presidenta, Núria Marín Martínez, alcaldessa de l'Hospitalet de Llobregat, per haver criticat el tancament de l'Hospital Dos de Maig, gestionat pel CSI. El 2014 la Sindicatura de Comptes va alertar de nombroses irregularitats comptables i de contractació al Consorci Sanitari Integral en referència a la falta de procediments de contractació pública o algunes retribucions no ajustades ni justificades als professionals de l'organisme dels anys 2009 al 2011.